# José de San Martín (Chubut)
José de San Martín è un comune dell'Argentina situato nel dipartimento di Tehuelches, di cui è il capoluogo, nella provincia di Chubut.